# Genocyber
Genocyber (ジェノサイバー?) es una serie de OVA producidas por Bandai Visual durante los años 1993-1994, y publicadas en Norteamérica por "U.S. Manga Corps". Genocyber fue publicado también en Australia y el Reino Unido por Manga Entertainment como parte de "The Cyberpunk Collection", aunque solamente se publicaron los tres primeros episodios de la serie. La colección incluía otras dos OVAs del género cyberpunk: Cyber City Oedo 808 y A.D. Police. Los OVAs están basado de un manga de Tony Takezaki, el manga es de un solo tomo de 200 páginas. El manga ha sido licenciado en Estados Unidos por la editorial Viz media y en España por la editorial Planeta DeAgostini, aunque en España se dividió el tomo en tres volúmenes.

## Argumento

### Primera parte
OVA 01: A New Life Form (Una nueva forma de vida)
Genocyber cuenta la historia de la creación de un arma biológica definitiva, a partir de dos hermanas con poderes psíquicos. Centrada en Hong Kong, la historia nos presenta a una chica muda (Elaine) que se ve arrastrada dentro de los planes de un ambicioso científico loco que quiere combinar los poderes de la chica y su hermana lisiada para activar el Genocyber. Después de una búsqueda sangrienta que deja docenas de muertos a su paso, la chica es asesinada por su propia hermana controlada por agentes de una organización gubernamental, el instituto Kuryu de ciencias. Sin embargo, Elaine hace contacto telequinético con su hermana mostrándole la verdad que no conocía , ambas toman la decisión de combinarse, creando al Genocyber.
Escapa matando al científico y a los agentes del gobierno (androides) después de una cruda lucha. 
Este episodio termina cuando la chica encuentra a su único amigo, un niño que muere después de caer de una edificación enorme. La joven, llevada por la ira, libera un enorme poder que arrasa todo Hong Kong.

### Segunda parte
OVA 02: Vajranoid Attack (Ataque del Vajranoide)
En la segunda OVA, un país llamado Karain ha declarado la guerra contra los Estados Unidos, quien envía un barco llamado Alexandria a destruir dicho país. La historia gira alrededor de una joven doctora llamada Myra, quién es encargada de cuidar de Elaine, sin conocer los poderes psíquicos de la pequeña.
En el barco viaja también un equipo de científicos encabezados por el doctor Sakomizu, y transportan con ellos un arma biológica nueva, el Vajranoide. Esperan poder demostrar el poder del Vajranoide y así poder producirlos en masa como armas para luchar en la guerra. Sin embargo, el Vajranoide detecta la presencia de Elaine y se comporta de forma extraña durante las pruebas.
Posteriormente, Elaine y el Vajranoide se enfrentarán en una primera lucha, durante la cual la doctora Myra notará la ausencia de la pequeña, y recorrerá todo el barco buscándola, hasta dar con la sala donde Elaine, transformada como el Genocyber, lucha contra el Vajranoide. Sin embargo, cuando logran abrir la sala, Elaine ya ha derrotado al monstruo, y ninguno sospecha que ha sido ella.
OVA 03: Global War! (Guerra global!)
La destrucción del Vajranoide levanta sospechas entre la tripulación y sobre todo entre el equipo de científicos, que dudan que Elaine no tenga nada que ver con ello. El capitán del barco se enfurece al conocer la existencia del Vajranoide, y amenaza con ponerlo bajo custodia si no revela toda la verdad sobre el experimento.
Mientras tanto, el Vajranoide sobrevive fusionándose con uno de los brazos de Genocyber que le fue arrancado durante el combate, y se arrastra en esta forma hasta el laboratorio, donde el doctor lo reconstruye por completo. El doctor pierde control del monstruo, que devora todo el barco y a la tripulación, fusionándolos consigo. Los únicos que sobreviven son Sakomizu, Elaine y Myra. Myra asesina al doctor, y Elaine se transforma en genocyber para destruir al monstruo.
Este capítulo termina con Myra viajando a bordo de un helicóptero, avistando al Genocyber volando en la lejanía y gritando "Es mi hija, Laura! Laura ha regresado! Se ha convertido en un ángel! Llévame, Laura! Llévame lejos de este infierno!". Laura es el nombre de la hija de la doctora, que falleció cuando el avión en el que viajaba fue destruido por Genocyber (este episodio tiene lugar en la OVA 01).

### Tercera parte
OVA 04: Legend of the City of Ark de Grande I (Leyenda de la Ciudad Ark de Grande I)
La tercera parte de la serie es distinta a las anteriores. Tiene lugar en un mundo postapocalíptico, en una región llamada La ciudad de Ark de Grande. 
La tierra ha estado sometida al ataque del Genocyber durante 100 años. La pequeña Elaine no aparece mucho en este episodio, pero se sabe que Genocyber, después de mucho tiempo de luchar, comprendió que no había lugar en el mundo para su poder, y decidió entrar en una especie de estado vegetativo.
La historia sigue a una pareja, Ryu y Mel, quienes viajan para buscar una cura a la ceguera de Mel. Ryu encuentra trabajo en el bajo mundo. Durante un espectáculo de lanzamiento de cuchillos, es vendado y obligado a matar a un hombre. Esto hace que después sea perseguido por los policías de la ciudad, lo que le obliga a huir con Mel hacia las afueras de la ciudad, donde caerán en un refugio subterráneo en el cual se encuentra el Genocyber.
OVA 05: Legend of the City of Ark de Grande II (Leyenda de la Ciudad Ark de Grande II)
En el refugio subterráneo se encuentra una secta que piensa que Mel es la mensajera de Dios, siendo Dios simplemente el Genocyber en estado vegetativo, conservado por la secta en una sala especial. Mel se entera de que Ryu no estaba con ella cuando fue encontrada por los miembros de la secta. Mientras tanto, Ryu ha salido de nuevo a la ciudad, y es capturado por los policías, que lo obligan a confesar.
Los soldados asaltan el refugio y asesinan a todos los miembros de la secta, incluyendo (aparentemente) a Mel. La conciencia de Mel se sigue comunicando con Diana, el enojo y las ganas de vengarse de Mel despiertan a Elaine, y emergen como un nuevo Genocyber, de aspecto diferente, de mayor tamaño y poder.
El nuevo Genocyber destruye la ciudad, salva a Ryu, con lo cual calman la ira de Mel, quien es curada de sus heridas (incluso de su ceguera). El genocyber vuelve a su antigua forma (mostrando que se trataba de una fusión, entre Diana, Elaine y Mel) destruye el satélite del grupo Kuryu y desciende a la tierra.
La serie acaba con una escena en la que vemos al Genocyber gigante nuevamente en un estado vegetativo (o es posible que se haya autodestruido a sí mismo), y Mel y Ryu despertando sobre las ruinas de la ciudad. Mientras se desvanece la imagen del Genocyber gigante, se oye el llanto de un bebé.

## Personajes
Elaine: Una chica muda con apariencia inocente, pero que al fusionarse con su hermana Diana, se convierten en Genocyber, una criatura con un enorme poder destructivo. En la primera OVA, encuentra un niño del cual se hace amiga, pero este es asesinado por los agentes del gobierno, lo que provoca que Elaine destruya Hong Kong. En la segunda parte, Elaine recibe el nombre "Laura" de la doctora Myra, quién se obsesiona con ella por ser parecida a su hija Laura, que murió durante el combate del Genocyber en la primera OVA. La mayoría de ataques del Genocyber incluyen ataques eléctricos y lanzamiento de llamas. En la tercera parte, Elaine aparece en la mente de Mel, revelando que tanto ella como Diana decidieron entrar en estado vegetativo porque no había lugar en el mundo para un poder como el suyo. Al final se reencarna con una de las hijas de Mel.
Diana: La hermana mayor de Elaine. Tiene un gran poder psíquico, pero no se puede comparar al poder de su hermana. Diana está celosa de la fuerza de Elaine, lo que la lleva a tratar de asesinarla en repetidas ocasiones, sin conseguirlo. Diana se fusiona con Elaine en la primera OVA después de que Genocyber le arranque los brazos. Diana reaparece de nuevo en la tercera parte, en una especie de mundo onírico en el cual se encuentra con su hermana Elaine, y a través del cual se comunica con Mel. Al final se reencarna con una de las hijas de Mel.
Genocyber: El híbrido de las dos hermanas, Genocyber es el arma biológica definitiva. Es prácticamente omnipotente e inmortal. En la tercera parte, es considerado Dios por una secta que vive en el subsuelo. Genocyber lucha durante 100 años contra la humanidad, pero al final las dos hermanas comprenden que vivir en el mundo es un error. Su apariencia original es un monstruo de aproximadamente 2 metros de alto, de piel azul y dos cuernos en su cabeza. También posee alas que aparecen de su espalda y brillan cuando esta alza el vuelo. Su segunda forma es un monstruo enorme de piel blanca y alas rojas, que lanza fuego y una especie de rayo azul por la boca. Sobre la forma como fue creado Genocyber, solamente se sabe que ambas hermanas fueron sometidas por su padre, Morgan Nguyen, a la acción de un aparato llamado "Mandala", que se suponía potenciaba la capacidad psíquica de las personas.
Kenneth Reed: Pretendiendo ser el padre de Elaine y Diana, que tanto apoya a convertirse en lo suficientemente fuerte híbrido para demostrar el poder de Vajura. Él está cerca de la sucesión cuando Elaine escapa repentinamente. Finalmente muere después de haber sido tomada la custodia de los dos agentes del gobierno, sonriendo mientras mira a su creación florecer en el mundo.
Myra: Una doctora que sólo aparece en la segunda OVA, que se encarga de Elaine después de que ella es rescatada por un avión civil. Myra es muy protectora de Elaine, especialmente cuando las personas la empujan alrededor por su inusual comportamiento animal. Myra, con el tiempo, sobrevive a la explosión de la compañía y es rescatado por dos soldados Karain aunque su salud mental no está bien y verdaderamente perdió en ese momento.
Mel: Una bella y misteriosa joven que es ciega y necesita dinero para la operación de curarla, y obtiene dinero mediante la adivinación con sus increíbles habilidades psíquicas. Es muy tranquila y tímida, y esta profundamente enamorada de su novio, Ryu. Cuando ella se refugia en la secta bajo tierra, creen que ella es el Mesías. Ella está deprimida por el momento debido a la desaparición de Ryu y su estado de embarazo. Con el tiempo se muere en un momento en la tercera OVA, junto con toda la secta bajo tierra, pero luego es devuelta a la vida por Genocyber cuando ella y las dos hermanas se fusionan. Al final es curada gracias a los poderes de Genocyber. Parece que hay algún tipo de conexión entre ella y Diana, ya que constantemente se comunican en los sueños de Mel, quien también llama Diana, "Big Sister".
Ryu: hombre joven y guapo, novio de Mel. El intenta ayudar a Mel curar su ceguera, pero no tiene el dinero suficiente para hacerlo. Un día, él su une a un espectáculo de lanzamiento de cuchillos con los ojos vendados para así poder ganar dinero. La gente de la clase alta le tiende una trampa y durante el espectáculo lo hacen matara un hombre, lo que hace que sea perseguido por el gobierno de la ciudad. Él es finalmente capturado y puesto bajo custodia. Más tarde aparece inconsciente al final de la tercera OVA con Mel, que se despierta para encontrar a su querido dormido.

## Violencia Gráfica Extrema
Genocyber fue notable por su contenido polémico y su violencia extremadamente gráfica de terror. La OVA "rompe la regla no escrita de que nunca se debe mostrar a un niño recibiendo heridas graves o muertos" y "toma regocijo sádico en ser tan gráfico como sea posible", ya que cuenta con muchas de las víctimas siendo brutalmente desmembradas y destripadas en toda la OVA. En la primera OVA, los asistentes enmascarados del Dr. Reed matan a todos en un hospital, en un esfuerzo para encontrar Elaine, que asesina brutalmente a los pacientes, enfermeras y médicos. La última víctima es el detective que trata de proteger a Elaine, tiene una "cirugía", la cual es realizada brutalmente, cuando despierta, descubre con horror que toda la piel y el tejido muscular se ha eliminado de la parte delantera de su pecho, abdomen, y la pelvis, dejando a todos sus órganos internos visibles. En la segunda OVA, jóvenes amigos de Elaine son asesinados por helicópteros de combate, terminando con todo su cuerpo destrozado por las balas. Todo el anime está lleno de destrucción y describe mucho de lo que sucede en un mundo posapocalíptico.